# Painkiller (álbum de Krokus)
Painkiller é o terceiro álbum da banda de heavy metal e hard rock suíça Krokus, lançado em 1978. Foi gravado no Manor Studios, Oxford, Inglaterra, e levou apenas seis dias para ser produzido.
Não deve ser confundido com o Painkiller, álbum do Judas Priest. Rob Halford, vocalista do Judas Priest, canta os backing vocals em pelo menos uma música da Krokus.

## Faixas
Lado 1
1. "Killer"
2. "Werewolf"
3. "Rock Ladies"
4. "Bad Love"
5. "Get Out Of My Mind"

Lado 2
1. "Rock Me, Rock You"
2. "Deadline"
3. "Susie"
4. "Pay It"
5. "Bye Bye Baby"

## Relançamento
O álbum foi relançado sob o nome de "Pay It Metal", e apresentou diferentes capas em diferentes regiões. Ao todo, o álbum tem cinco capas diferentes, todas contendo exatamente o mesmo conteúdo.

## Créditos
- Chris Von Rohr - Vocais
- Fernando Von Arb - Guitarra
- Jürg Naegeli - Baixo
- Freddy Steady - bateria
- Tommy Kiefer - Guitarra rítmica